# 四大天王 (棒球)
四大天王是指中華職棒早期1990年—1997年統一獅、兄弟象、味全龍、三商虎四隊的王牌投手的合稱。

## 簡介
1990年中華職棒開打，在當時棒球環境尚未國際化，從球迷、球員到教練、球團均不易接觸美日職棒資訊，投手分工不完全，各項制度也都付之闕如的情況下，四支隊伍的王牌投手黃平洋(味全)、陳義信(兄弟)、謝長亨(統一)、涂鴻欽(三商)，因為業餘時代的知名度，以及從今日角度看來，不可思議的頻繁出賽及過量投球數所得到的突出戰績，猶如明星而被並稱為「四大天王」。1996年涂鴻欽因「黑虎事件」離開職棒，1997年黃平洋、陳義信轉檯投效台灣大聯盟，僅剩謝長亨，四大天王正式瓦解。

1990年代後半、2000年代前半中華職棒雖然分別有：張泰山、吳俊良、陳慶國、黃文博(NIKE公司曾贊助四人球衣、球具及營養金)，及陽建福、林英傑、潘威倫、吳偲佑八人分別被稱為「四小天王」，但因當時棒球環境已國際化、選手分工機制已建立，八人當中有人長期為傷所困，以及操守方面等問題，除張泰山、潘威倫、陽建福的成就可與前輩比擬外，其他五人的棒球路都不算順遂，陳慶國、吳偲佑更因涉賭而提早結束棒球生涯。

2004年雅典奧運前，媒體亦將入選雅典奧運的四位業餘投手林岳平、杜章偉、林恩宇、耿伯軒封為業餘四小天王(與王建民、曹錦輝、張誌家等成名英雄相比)，唯四人日後的職棒路都不算順遂，杜章偉在中華職棒創下不少負面紀錄，離開職棒更被查出涉賭，林岳平雖偶有佳作，但在動心臟手術後僅能勝任救援，林恩宇長期為傷所困，耿伯軒旅美僅到高階1A就被釋出。目前棒球環境已高度國際化，再加上台灣棒球大環境不佳，簽賭問題一直無法有效解決，在優秀青棒選手大多出國發展的情況下，已很難再塑造如職棒初期時般的「四大天王」。